# I’ve Been Everywhere
I’ve Been Everywhere ist ein Country-Song aus dem Jahr 1959. Er wurde von Geoff Mack geschrieben und 1962 von dem australischen Sänger Lucky Starr populär gemacht. Im selben Jahr wurde das Stück ein Nummer-eins-Hit in den US-amerikanischen Country-Charts für Hank Snow.
Er wurde danach von zahlreichen Künstlern wie Lynn Anderson (USA 1970), Asleep at the Wheel (USA 1973), John Grenell (Neuseeland 1966), Mike Ford (Kanada, 2005), Rolf Harris (GB 1963), den Statler Brothers, Willie Nelson und 1996 von Johnny Cash für sein Album Unchained gecovert. Die Cash-Version des Titels wurde im Vorspann des Films Der Flug des Phoenix verwendet.

## Inhalt
Das Lied ist im Original eine Auflistung von mehreren australischen Städten, in späteren Versionen sind es nordamerikanische bzw. neuseeländische Städte.
Die nordamerikanische Version beginnt mit I was totin' my pack along the dusty Winnemucca road, dann werden folgende Orte in Nordamerika besungen:
1. Strophe: Reno, Chicago, Fargo, Minnesota, Buffalo, Toronto, Winslow, Sarasota, Wichita, Tulsa, Ottawa, Oklahoma, Tampa, Panama, Mattawa, La Paloma, Bangor, Baltimore, Salvador, Amarillo, Tocopilla, Barranquilla and Padilla.
2. Strophe: Boston, Charleston, Dayton, Louisiana, Washington, Houston, Kingston, Texarkana, Monterey, Faraday, Santa Fe, Tallapoosa, Glen Rock, Black Rock, Little Rock, Oskaloosa, Tennessee, Hennessey, Chicopee, Spirit Lake, Grand Lake, Devils Lake and Crater Lake.
3. Strophe: Louisville, Nashville, Knoxville, Ombabika, Schefferville, Jacksonville, Waterville, Costa-Rica, Richfield, Springfield, Bakersfield, Shreveport, Hackensack, Cadillac, Fond Du Lac, Davenport, Idaho, Jellico, Argentine, Diamantina, Pasadena and Catalina.
4. Strophe: Pittsburgh, Parkersburg, Gravelbourg, Colorado, Ellensburg, Rexburg, Vicksburg, El Dorado, Larimore, Atmore, Haverstraw, Chatanika, Chaska, Nebraska, Alaska, Opelika, Baraboo, Waterloo, Kalamazoo, Kansas City, Sioux City, Cedar City and Dodge City.

Es gibt auch eine Version des schottischen Sängers Jackie Leven, die eine Reihe von deutschen Städten aufzählt.